# Robert Colonna d'Istria
Robert Colonna d'Istria, né à Marseille le 17 décembre 1956, est un journaliste et essayiste français.

## Biographie
Il collabore régulièrement avec les journaux Le Point, Le Figaro, Corsica.
En 1999, il signe pour s'opposer à la guerre en Serbie la pétition « Les Européens veulent la paix », initiée par le collectif Non à la guerre.

## Ouvrages
- De la guerre économique, 1990
- L'Art du luxe, 1991
- Histoire de la Corse, 1995
- La Corse au XXe siècle, 1997
- Bernanos, le prophète et le poète, 1998
- Mémoires de Napoléon, 1998
- Corse, Paris, éditions Marcus, 1998, 72 p. (ISBN 978-2-7131-0108-3 et 2713101085, présentation en ligne)
- Corse et Histoire de la Provence, 2000
- Colomba 1923, 2001
- La République prend le maquis, 2001
- Histoire de la Savoie, Paris, France-Empire, 2002, 318 p. (ISBN 978-2-7048-0943-1 et 2704809437, LCCN 2002508127), p. 279
- Voyage au Cap Corse sur les pas d'un Américain, 2004
- Hexagone-Trotter, 2004
- L'Art du luxe, 2006, 2e éd.
- Yvan Stefanovitch, Le Sénat : Enquête sur les super-privilégiés de la République, Éditions du Rocher, 2008, 294 p.
- Une famille corse, 2019
- Ainsi parlait Napoléon, Albin Michel, 2021 (ISBN 9782226461629)
- La Grande Histoire du baccalauréat, Plon, 2021